# 里奇蘭 (新澤西州)
里奇蘭（英語：Richland）是位於美國新澤西州大西洋縣的普查規定居民點。

## 人口
根據2020年美國人口普查的數據，里奇蘭的面積為8.66平方千米，當中陸地面積為8.63平方千米，而水域面積為0.03平方千米。當地共有人口623人，而人口密度為每平方千米71.94人。